# Луїс Абрам
Луїс Абрам (ісп. Luis Abram, нар. 27 лютого 1996, Ліма) — перуанський футболіст, захисник клубу «Спортінг Крістал».
Виступав, зокрема, за клуб «Спортінг Крістал», а також національну збірну Перу.

## Клубна кар'єра
Народився 27 лютого 1996 року в місті Ліма. Вихованець футбольної школи клубу «Спортінг Крістал». Дорослу футбольну кар'єру розпочав 2014 року в основній команді того ж клубу, кольори якої захищає й донині.

## Виступи за збірні
Протягом 2014–2015 років залучався до складу молодіжної збірної Перу. На молодіжному рівні зіграв у 10 офіційних матчах.
2016 року дебютував в офіційних матчах у складі національної збірної Перу. Наразі провів у формі головної команди країни 2 матчі.
У складі збірної був учасником Кубка Америки 2016 року в США.

## Титули і досягнення

### Клубні
- «Спортінг Крістал»

Чемпіон Перу (1): 2014

### Збірні
- Бронзовий призер Боліваріанських ігор: 2013
- Срібний призер Кубка Америки: 2019